# Pisania striata
Pisania striata là một loài ốc biển, là động vật thân mềm chân bụng sống ở biển trong họ Buccinidae.

## Hình ảnh

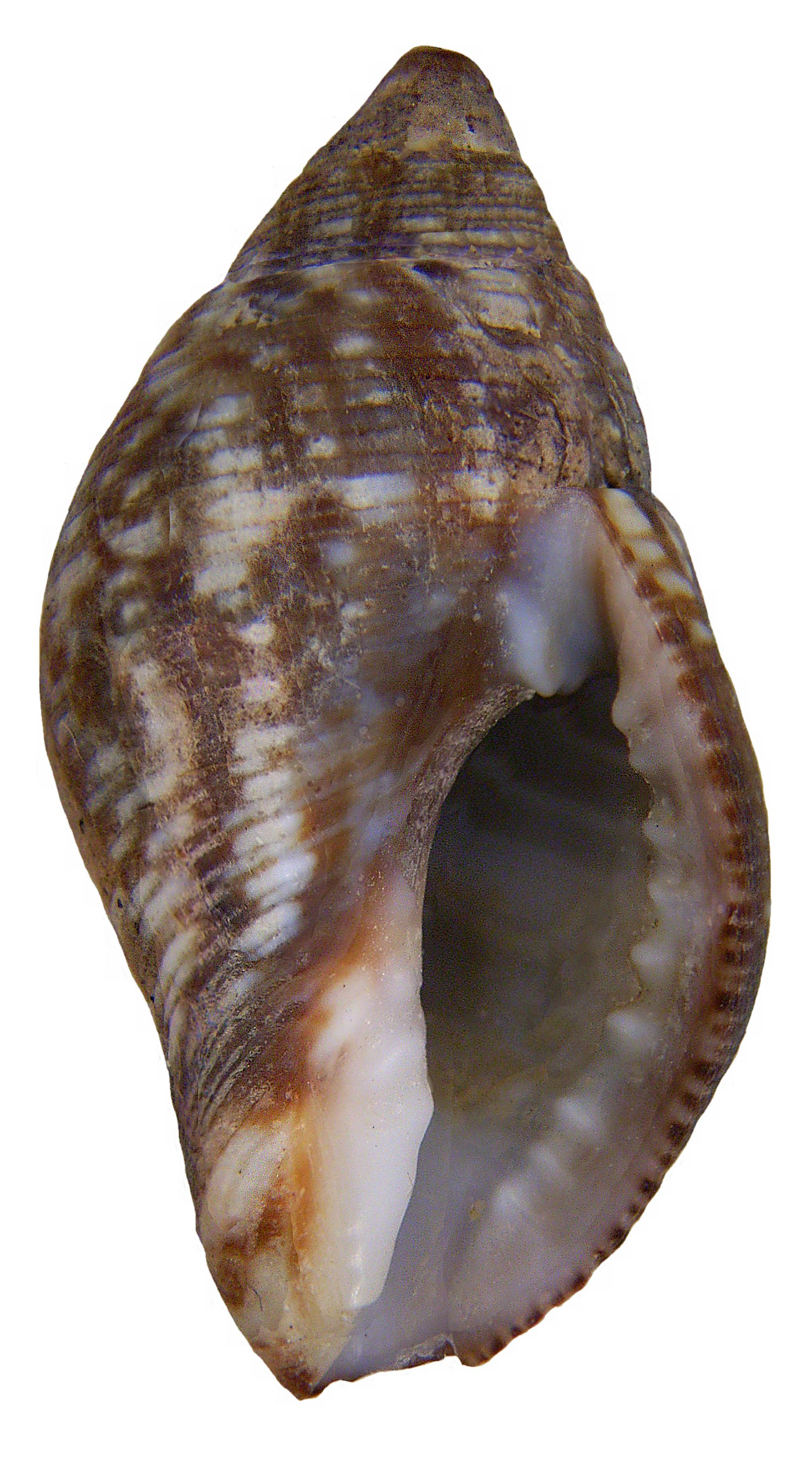